# دمسيسة رمادية
دمسيسة رمادية أو أمبروزية رمادية (الاسم العلمي: Ambrosia canescens) هي نوع من النباتات تتبع جنس الدمسيسة من الفصيلة النجمية.